# Championnat du Luxembourg de football 1978-1979
Navigation
Saison précédente Saison suivante
La saison 1978-1979 du Championnat du Luxembourg de football était la 65e édition du championnat de première division au Luxembourg. Les douze meilleurs clubs du pays se retrouvent au sein d'une poule unique, la Division Nationale, où ils s'affrontent deux fois, à domicile et à l'extérieur. À l'issue du championnat, les deux derniers du classement sont relégués et remplacés par les deux meilleurs clubs de Division d'Honneur, la deuxième division luxembourgeoise.
C'est le club des Red Boys Differdange qui remporte le championnat cette saison en terminant en tête du classement final, devançant le tenant du titre, le Progrès Niedercorn seulement à la différence de buts. L'Union Luxembourg prend la 3e place, à 9 points du duo de tête. C'est le 6e titre des Red Boys mais le premier depuis 1933. La saison est complète pour le club de Differdange puisqu'il réussit le doublé en battant en finale de la Coupe du Luxembourg le promu, l'Aris Bonnevoie.

## Les 12 clubs participants
| - Chiers Rodange - Progrès Niedercorn - Etzella Ettelbruck - US Rumelange - Young Boys Diekirch - Promu de Division d'Honneur - Union Luxembourg | - AS La Jeunesse d'Esch - CS Grevenmacher - Alliance Dudelange - Avenir Beggen - Red Boys Differdange - Aris Bonnevoie - Promu de Division d'Honneur |

## Compétition

### Classement
Le barème utilisé pour établir le classement est le suivant :
- Victoire : 2 points
- Match nul : 1 point
- Défaite : 0 point

| Rang | Équipe                   | Pts | J  | G  | N  | P  | Bp | Bc | Diff |
| ---- | ------------------------ | --- | -- | -- | -- | -- | -- | -- | ---- |
| 1    | Red Boys Differdange (C) | 34  | 22 | 14 | 6  | 2  | 60 | 19 | +41  |
| 2    | Progrès Niedercorn (T)   | 34  | 22 | 13 | 8  | 1  | 61 | 25 | +36  |
| 3    | Union Luxembourg         | 25  | 22 | 11 | 3  | 8  | 56 | 32 | +24  |
| 4    | Avenir Beggen            | 24  | 22 | 7  | 10 | 5  | 35 | 27 | +8   |
| 5    | Jeunesse d'Esch          | 24  | 22 | 9  | 6  | 7  | 35 | 34 | +1   |
| 6    | Etzella Ettelbruck       | 22  | 22 | 8  | 6  | 8  | 43 | 48 | -5   |
| 7    | Aris Bonnevoie (P)       | 20  | 22 | 7  | 6  | 9  | 24 | 46 | -22  |
| 8    | CS Grevenmacher          | 19  | 22 | 6  | 7  | 9  | 23 | 33 | -10  |
| 9    | Chiers Rodange           | 19  | 22 | 9  | 1  | 12 | 30 | 48 | -18  |
| 10   | US Rumelange             | 18  | 22 | 5  | 8  | 9  | 22 | 29 | -7   |
| 11   | Alliance Dudelange       | 17  | 22 | 5  | 7  | 10 | 20 | 32 | -12  |
| 12   | Young Boys Diekirch (P)  | 8   | 22 | 3  | 2  | 17 | 28 | 64 | -36  |

|  | Qualification pour la Coupe d'Europe des clubs champions 1979-1980                           |
|  | Qualification pour la Coupe des Coupes 1979-1980                                             |
|  | Qualification pour la Coupe UEFA 1979-1980                                                   |
|  | Relégation en Division d'Honneur                                                             |
|  | (T) Tenant du titre (C) Vainqueur de la Coupe du Luxembourg (P) : Promu de deuxième division |

## Bilan de la saison
| Championnat du Luxembourg de football 1978-1979 |                                 |
| Champion                                        | Red Boys Differdange (6e titre) |
| Coupes et trophées                              |                                 |
| Vainqueur de la Coupe du Luxembourg 1978-1979   | Red Boys Differdange            |
| Qualifications continentales                    |                                 |
| Coupe d'Europe des clubs champions 1979-1980    | Red Boys Differdange            |
| Coupe des Coupes 1979-1980                      | Aris Bonnevoie                  |
| Coupe UEFA 1979-1980                            | Progrès Niedercorn              |
| Promotions et relégations                       |                                 |
| Promus en Division Nationale                    | Stade Dudelange                 |
| Promus en Division Nationale                    | CA Spora Luxembourg             |
| Relégués en Division d'Honneur                  | Alliance Dudelange              |
| Relégués en Division d'Honneur                  | Young Boys Diekirch             |